# آلان كلاي
آلان كلاي (بالإنجليزية: Alan Clay)‏ (1954)؛ مخرج أفلام، منتج أفلام، كاتب سيناريو وروائي أسترالي.

## روابط خارجية
- آلان كلاي على موقع IMDb (الإنجليزية)
- آلان كلاي على موقع أول موفي (الإنجليزية)
- آلان كلاي على موقع كينوبويسك (الروسية)